# Carlo Meyer
Carlo Josef Meyer (* 25. Juni 2003) ist ein deutscher Basketballspieler.

## Werdegang
Meyer spielte bis 2015 im Jugendbereich von Ehingen/Urspring und nach dem Umzug nach Norddeutschland für die BG Rotenburg/Scheeßel. 2017 wechselte er in den Nachwuchs der Eisbären Bremerhaven. Mit guten Leistungen in der Nachwuchs-Basketball-Bundesliga, in der er während der Saison 2021/22 im Durchschnitt 20,7 Punkte, 8,7 Rebounds, 2,9 Ballgewinne sowie 2,3 Korbvorlagen erzielte, empfahl er sich für Bremerhavens Zweitligamannschaft. Am ersten Spieltag der Saison 2022/23 wurde Meyer von Eisbären-Trainer Steven Key erstmals in der 2. Bundesliga ProA eingesetzt.
In der Sommerpause 2023 wechselte er zum Regionalligaverein Aschersleben Tigers BC. 2024 schloss sich Meyer dem TV Ibbenbüren an, der zuvor in die 1. Regionalliga West abgestiegen war. 2025 war er in der Spielart 3×3 Teilnehmer der in Nordrhein-Westfalen ausgetragenen Sommeruniversiade. Zur Saison 2025/26 wechselte Meyer zum Drittligisten RSV Eintracht 1949.